# Sinoleberis
Sinoleberis is een geslacht van kreeftachtigen uit de klasse van de Ostracoda (mosselkreeftjes).

## Soorten
- Sinoleberis punctualis Hu, 1982 †
- Sinoleberis taiwanica (Hu, 1977) Hu, 1979 †
- Sinoleberis tosaensis (Ishizaki, 1968) Hu, 1979
- Sinoleberis uniformiteris (Hu, 1984)